# John Alan Robinson

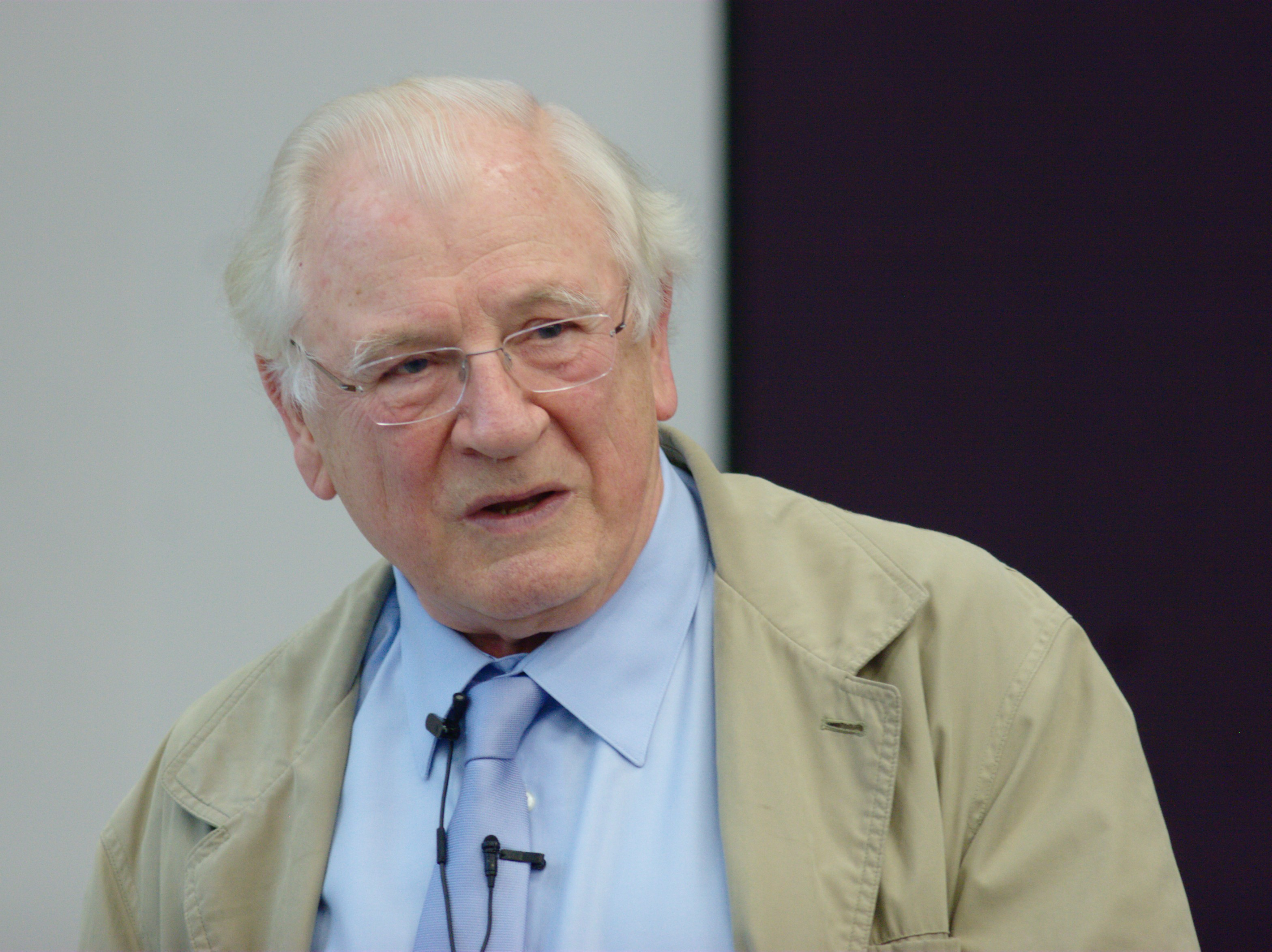
John Alan Robinson (2012)

John Alan Robinson, genannt Alan Robinson (* 9. März 1930 in Halifax, Yorkshire, Großbritannien; † 5. August 2016 in Portland, Maine, Vereinigte Staaten), war ein britischer Philosoph und Logiker, der wichtige Beiträge zur Logikprogrammierung geleistet hat.
Nach einem abgeschlossenen Studium der Klassischen Altertumswissenschaft an der Universität Cambridge ging er 1952 in die USA. Dort studierte er zunächst Philosophie an der University of Oregon und erlangte 1956 in Princeton den Titel Doctor of Philosophy. Danach arbeitete er beim Chemiekonzern DuPont, wo er Programmieren und Mathematik lernte. 1961 wechselte er an die Rice University, wo er sich weiter mit Mathematik beschäftigte.
1965 veröffentlichte er mit „A machine-oriented logic based on the resolution principle“ wichtige Grundlagen zur automatisierbaren Resolution in der Logik. Auf ihn geht ein Algorithmus zur Unifikation von prädikatenlogischen Formeln zurück, der entscheidend beim Nachweis der Unerfüllbarkeit einer prädikatenlogischen Formel ist.
Seine Arbeiten sind maßgeblich in die Entwicklung der Logikprogrammiersprache Prolog eingeflossen. Von Stephen Muggleton, Donald Michie und Koichi Furukawa wurde Robinson deshalb in einem 1994 erschienenen Buch als der Begründer der modernen programmierbaren Logik bezeichnet.
Auf Wunsch von Wolfgang Bibel erhielt er 1994 den Humboldt-Preis, der einen sechsmonatigen Aufenthalt an der Technischen Universität Darmstadt beinhaltete. 1996 erhielt er den Herbrand Award.